# Senago
Senago ist eine Gemeinde mit 21.471 Einwohnern (Stand 31. Dezember 2023) in der Metropolitanstadt Mailand, Region Lombardei.
Die Nachbargemeinden von Senago sind Limbiate, Cesate, Paderno Dugnano, Garbagnate Milanese und Bollate.

## Demografie
Senago zählt 7919 Privathaushalte. Zwischen 1991 und 2001 stieg die Einwohnerzahl von 18.203 auf 18.899. Dies entspricht einem prozentualen Zuwachs von 3,8 %.